# Festes de l'os al Vallespir
La Festa de l'os, també anomenada la caça/cacera de l'os a Sant Llorenç de Cerdans, o bé el dia de l'os/dels ossos a Prats de Molló, és una festivitat carnavalesca de la comarca nord-catalana del Vallespir. Actualment en tres comunes es manté la pràctica d'aquestes festes: la Festa de l'os d'Arles, la Festa de l'os de Prats de Molló i la Festa de l'os de Sant Llorenç de Cerdans, a finals d'hivern, al febrer.
Se sap que aquestes pràctiques són molt antigues i un cop van estar molt esteses per tot el territori europeu i per bona part de l'hemisferi nord, no en debades, també anomenat regió holàrtica. Les celebracions de la cacera de l'os guarden un profund simbolisme ancestral, augurant el retorn de la primavera (la vida a les muntanyes) i estan inspirades en tota una sèrie de creences populars entorn de la importància de la figura de l'os (origen de l'home i mite de la fecunditat). Si en un passat els balls de l'os s'estenien per tota la serralada dels Pirineus, des de l'Empordà fins al golf de Biscaia, avui dia pràcticament només s'han mantingut íntegres al Vallespir. Tanmateix, manifestacions folklòriques de menor intensitat relacionades amb l'os durant el Carnaval encara estan presents en determinades regions de la serralada, com el Bearn, Iparralde, Navarra, Andorra i el Sobrarb aragonès.

## Celebració de llegendes i creences populars
Les festes de l'os són la correspondència pagana de la Candelera. En la religió cristiana, el 2 de febrer, dia de la Candelera, correspon a l'acte de presentació del nen Jesús al temple, quaranta dies després del seu naixement. Però la commemoració d'aquesta data sembla que es deu a una apropiació de l'església de celebracions paganes molt més antigues. El dia 2 de febrer, com que està en el punt mitjà exacte de l'hivern, assenyala l'inici de la fi d'aquesta estació, especialment rigorosa a les comarques de muntanya (símbol de la mort), anunciant el retorn imminent de la primavera (símbol de la vida), tot i que aquesta encara trigui unes setmanes a arribar. En qualsevol cas, la data marca oficialment la fi del període del Nadal (i del solstici d'hivern), i l'inici del cicle del carnaval.
El poble ha fet de la candelera un observatori de predicció de l'oratge, com es reflecteix en la coneguda dita «Si la Candelera plora, l'hivern és fora; si la Candelera riu, el fred és viu». Tradicionalment s'ha entès que la intenció del refrany és que si el dia de la Candelera plou o no, la primavera trigarà menys o més en arribar. Una creença popular, estesa a les zones muntanyoses del continent europeu, és que pels volts d'aquesta data els ossos comencen a despertar de la seva hibernació: «Per la Candelera, l'os surt de l'ossera». Al Pirineu, hom creu que aquest dia l'os es desperta i surt de la cova i que, en funció del temps que faci a fora, es despertarà del tot o bé tornarà a dormir. La importància ancestral d'aquests sabers es deu a les collites que estaven per venir. Si aquell dia fa bon temps, l'os torna a la seva cova i hibernarà 40 dies més, cosa que significa que l'hivern es perllonga en detriment del bon temps primaveral i dels cultius.
Una altra versió interpreta que l'os surt i mira el cel nocturn: si hi ha lluna plena torna al seu refugi i prolonga la seva letargia durant quaranta dies més; si hi ha noviluni, surt del seu cau, sabedor que l'hivern ha acabat.
L'animal també forma part de llegendes que l'assimilen als éssers humans, en particular la de Joan de l'Os, coneguda per haver nascut del creuament d'una dona i un os. Hom interpreta que seria aquest acoblament el que es representa a les festes de l'os, ja que la dona va ser segrestada per primer cop per l'os abans de donar a llum aquest ésser híbrid. Les festes de l'os són, per tant, representacions de totes aquestes llegendes populars que reflecteixen l'oposició entre natura/cultura i animalitat/humanitat.

## Història

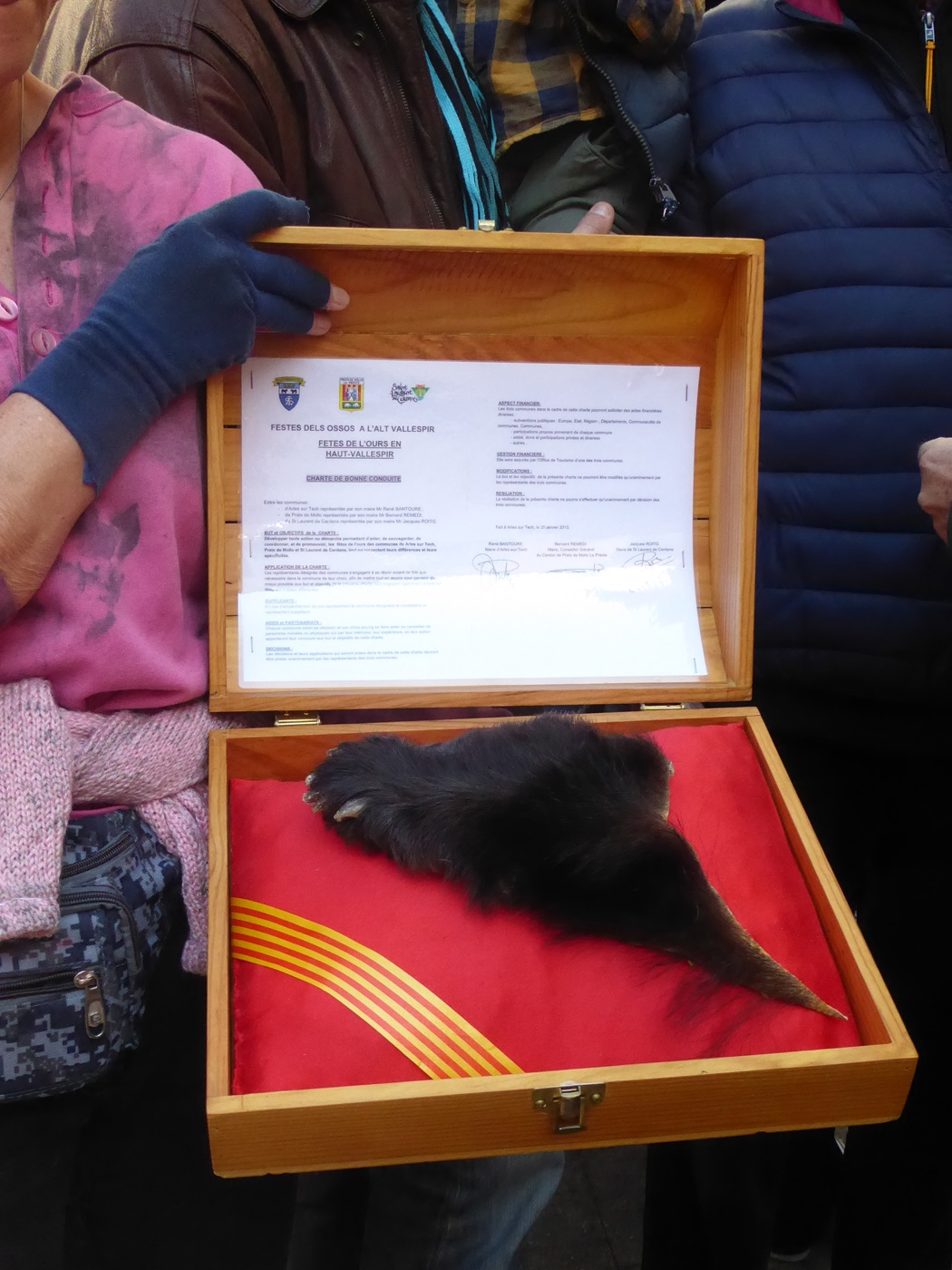
La pota de l'os, presentada per l'alcalde d'Arles a Prats de Molló - 2019.

Si el curs de les festes ha evolucionat amb el pas del temps, no se sap del cert tota la seva història. D'altra banda, podem dir que aquestes celebracions són molt antigues, ja que descendeixen de cultes prehistòrics, que foren succeïts per les Lupercals (festes del llop romanes en honor de Luperc i Faune, celebrades el 15 de febrer) i després per cultes de l'os durant l'edat mitjana. El text més antic conegut fins ara que evoca la presència de l'os a les festes data del 1424 i es troba a Catalunya. Per altra banda la descripció amb connotacions etnològiques més antiga coneguda de les festes de l'os data del 1835 i es troba a l'obra Histoire de Roussillon: comprenant l'histoire du Royaume de Majorque, de Dominique-Marie-Joseph Henry. S'hi refereix com: 
| « | […] una mascarada tradicional que es renova cada any. Un home de les restes del poble es disfressa d'ós; els seus companys vestits amb els draps més bruts i embrutats de la manera més menyspreable, l'acompanyen i el fan ballar al soroll ensordidor de xiulets, embuts, sonalls i tambors […] un costum de gran antiguitat. | » |

Se sap que al segle xix la festa dels ossos també es representava en d'altres viles del Vallespir, com Ceret, els Banys d'Arles, la Menera o Cortsaví, i de la comarca del Conflent, com Vernet, Vilafranca, Mentet, la Bastida i Pi. L'escriptor i folklorista de Prats de Molló Carles Bosch de la Trinxeria va presenciar la festivitat a els Banys d'Arles poc abans que es deixés de celebrar:
| « | L'any 1875, lo dia dos de febrer, me trobava a Amelie-les-Bains. A les vuit del matí sentí sota ma finestra música de gralla i dolçaina, seguida de munió de jovent, armats de bastons i escopetes, cridant, xiulant. Sortí de seguida al carrer per a saber lo que era aquella gatzara. M'explicaren que se n'anaven a fer la cacera de l'os, puix que la Mare de Déu de la Candelera és lo dia assenyalat per a sortir de la cova. Carles Bosch de la Trinxeria, Miscel·lània folklòrica, 1887, p. 7-8. Citat a | » |

Segons el narrador, aquell dia sortia un noi del poble disfressat amb una pell d'os i s'amagava a un bosc proper. Un grup de joves sortia a cercar-lo amb alegria, excitació i disparant trets de pólvora a l'aire. L'os feia veure que queia mort a terra i cridava. Una vegada capturat el feien entrar al poble en comitiva encapçalada per una banda de música i fent l'anomenat ball de l'os. Es recollien diners i la festa acabava amb un ball a plaça. El costum es va prohibir perquè un any, suposadament entre el 1876 i el 1886, van ferir de gravetat al noi que feia d'os d'una perdigonada durant una representació. En el cas de Prats de Molló hi ha diversos registres documentals que donen fe de la festa de l'os en aquesta vila com a mínim des del segle xix:
| « | A Prats de Molló, el segle passat la cacera es representava diumenge de Carnaval i els ossos eren quatre. Aquests eren mossos contractats, que rebien per fer la seva feina carn de porc, arròs i vi. De bon matí anaven al bosc i feien un bon àpat amb les provisions subministrades, i després cadascun dels personatges s'amagava el millor possible. Els caçadors, també després d'un bon tiberi, s'encaminaven al bosc seguits per un flabiolaire, que es quedava a l'entrada i esperava que tornessin. Cada os, en sentir el tret que li anava adreçat, tenia l'obligació de deixar-se caure i posar-se un dogal al coll. Ja dins el poble, començava la gartzara general i les «bèsties» escometien la gent, especialment les noies. Finalment, se'ls portava a la plaça i es feia una cerimònia grotesca en què un «barber» els afaitava. Després es ballava el contrapàs de la revenja, que iniciaven els quatre «ossos» i els «caçadors», en el qual les «bèsties» recuperaven la dignitat humana. Ramon Violant i Simorra, El Pirineo español, 1949, p. 628. Citat a | » |

També s'ha preservat un film d'Antoin Caillet, del 6 de febrer de 1936 o de 1938, que segurament recull les imatges cinematogràfiques més antigues que es guarden d'aquesta celebració. Un altre document en blanc i negre és el foto-reportatge de 36 negatius del periodista Jean Ribière, que el 1952 pujà a l'Alt Vallespir per tractar d'immortalitzar una festa que aleshores encara es considerava intimista: El Dia dels Ossos de Prats de Molló.
El 2021 aquestes celebracions han estat cancel·lades degut als alts índexs de transmissió de la pandèmia de Covid-19 però es reprenen el 2022.

### Inventari del Patrimoni Cultural Immaterial de la Unesco
El 17 de desembre de 2014, les tres festes de l'os celebrades al Vallespir es van registrar a l'Inventari del patrimoni cultural immaterial de França, amb l'objectiu de sol·licitar la seva inclusió al Patrimoni Cultural Immaterial de la Humanitat de la UNESCO. L'anunci oficial es va fer el dia 19 de gener pels alcaldes de les tres poblacions nord-catalanes. Des d'aleshores, els tres municipis vallespirencs han creat un vincle que es materialitza en una pota d'os, que es passa d'un municipi a l'altre. Arles rep de l'alcalde de Sant Llorenç de Cerdans la pota i es dona per començada la Festa de l'os d'Arles, el primer diumenge després de la candelera. En començar Prats de Molló la seva festa, generalment al diumenge següent, l'alcalde d'Arles li fa entrega de la pota a través del seu batlle; i el mateix a Sant Llorenç, que rep del batlle de Prats la pota el dia anterior a la Festa de l'os. La pota simbolitza el cohesionador de les tres festes ursines, històricament enfrontades.
Les festes de l'ós dels pobles del Vallespir i d’Andorra van ser designades com a Patrimoni Cultural Immaterial de la Humanitat per la Unesco el 29 de novembre de 2022.

## Escenificació de les festes de l'os

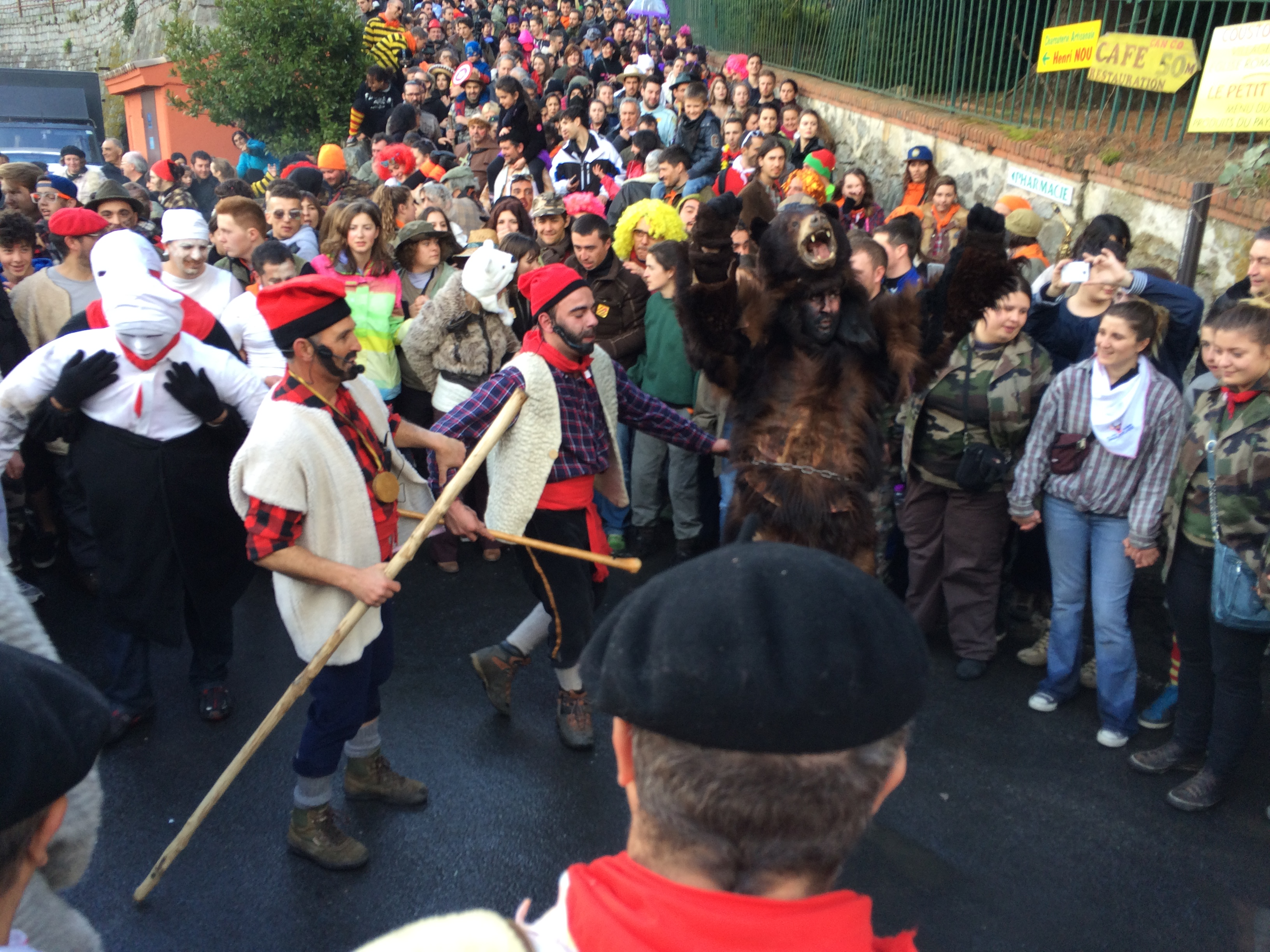
Festa de l'os de Sant Llorenç de Cerdans, amb el Menaire, la Monaca i l'os Martí

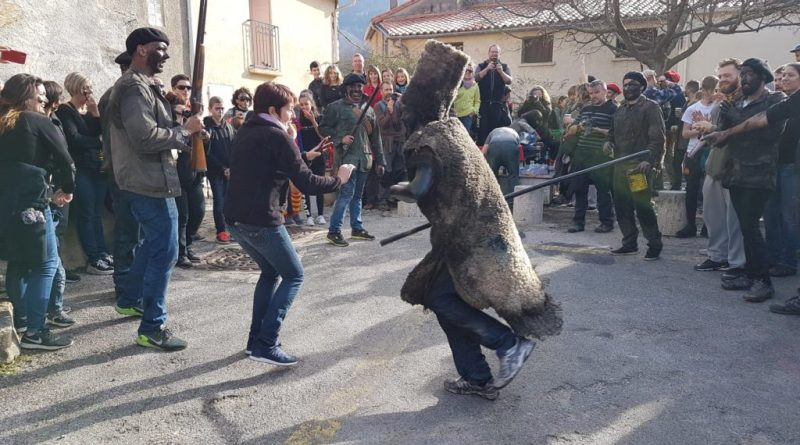
Os de Prats de Molló empaitant una de les seves víctimes d'entre el públic

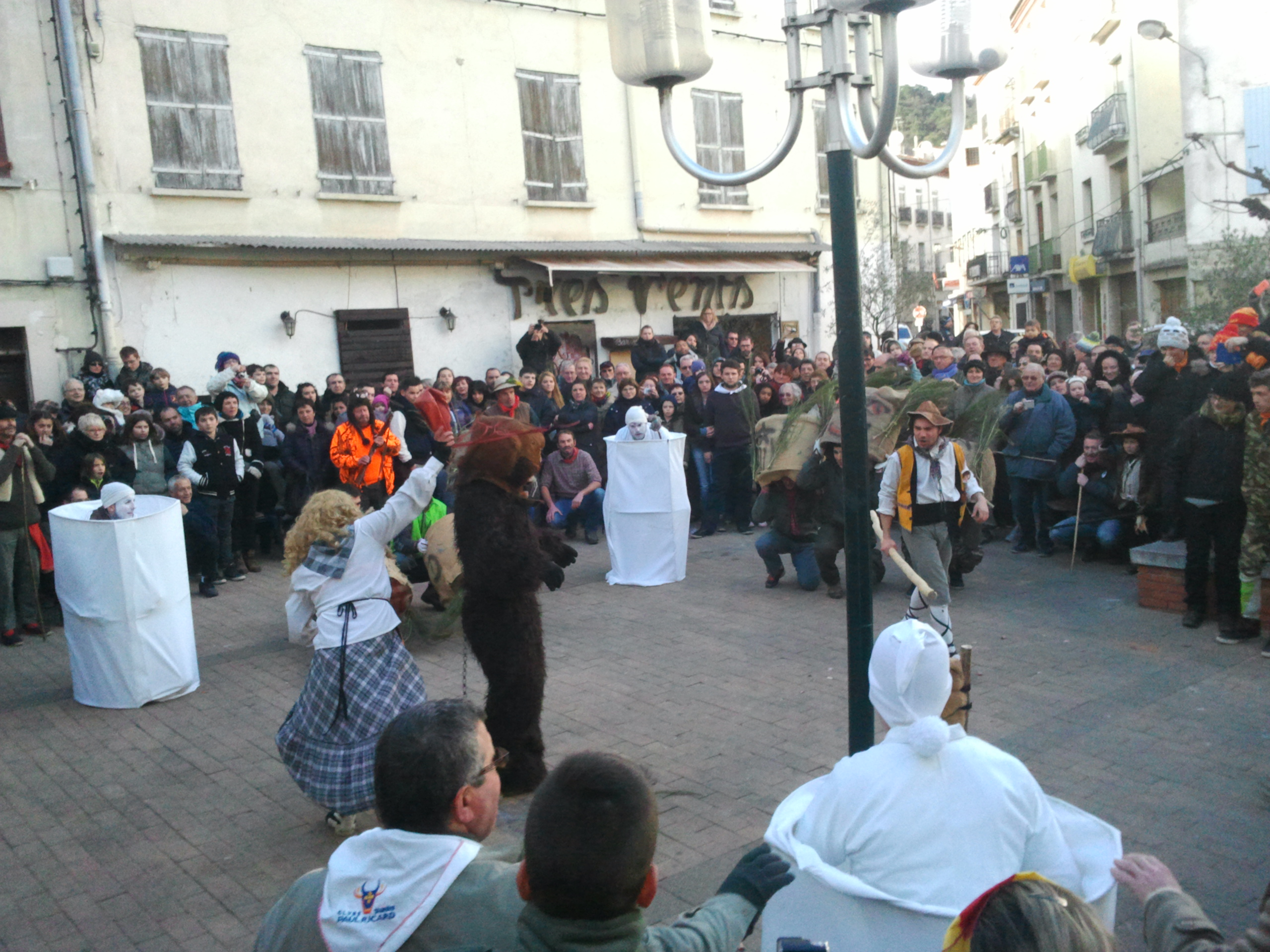
Festa de l'os a Arles amb la Rosseta, el Menaire, les Tortugues i les Botes.

Les festes de l'os escenifiquen la relació entre els ossos, els caçadors i les dones. Aquestes celebracions marcaven antigament també el tret de sortida de les batudes d'ossos dels caçadors dels pobles del Vallespir. L'os era un animal perseguit perquè, tot i ser omnívor, solia depredar moderadament sobre ramats d'ovelles i el seu pelatge històricament era molt valorat. Antigament, hi havia famílies de caçadors als pobles dels Pirineus. A més, a l'Arieja, al segle xix els cadells d'os eren extrets dels caus per a ser ensinistrats en captivitat pels orsàlhers (domadors d'ossos).
L'os té una fesomia i un comportament que en certs aspectes s'assembla al dels humans: són plantígrads, es poden posar dempeus i tenen la cua curta, a diferència de molts altres mamífers. Als Pirineus, fins i tot, ens han arribat creences molt antigues que afirmaven que l'ésser humà provenia de l'os, el qual en el passat, tenia cert sentit si es té en compte la inexistència d'altres simis en pràcticament tot el continent europeu (llevat de Gibraltar). Per tot això, l'os ha estat un animal respectat i temut a la vegada.
L'os també és l'animal rei dels celtes (Artos, Arthur…), abans que l'Església posés el lleó al seu lloc perquè l'os era massa humà.
Les trames de les festes de l'os també pretenen explicar per què se li fa mal: l'os va seduir l'esposa del caçador, el que justificaria que, en matar-lo, per protegir-se de la seva venjança - en ser poderós esperit animal, se l'ha d'honorar perquè és el «déu» de la renovació i els naixements, de la fertilitat.
La festa de l'os va més enllà d'un simple carnaval, perquè hi ha escenificacions reals. Així, la història representada a la vila d'Arles és el de la seducció de l'os d'una formosa dama, la dona del caçador. És l'anomenat mite de la fecunditat. A Sant Llorenç de Cerdans, fins al 1972, la bestiassa segrestava una noia i se l'enduia al bosc. Posteriorment, el guió es canvià i quan l'os atrapa la noia, un estol de joves entra en escena, li surt a l'encalç i un que fa de cap dels caçadors, el Menaire, atrapa l'animal i tots el porten encadenat al poble. El menaire mostra el seu trofeu i rep de les cases regals tot recitant la Pèrdica (Prèdica), una composició en català de 48 versos que comença així:
| « | Amables habitants del ditxós Vallespir Avui sóc arribat per vos divertir Vos meni l'ós Martí L'espant de la contrada Ell ho devorava tot Bèsties, homes, dones i mainada Les pobres minyonetes, tractava molt mal Malhor quan sentia flaire sota el davantal Dret, la cua enlaire, piri que un dimoni Els feia ballar el ball del matrimoni | » |

A Prats de Molló, els 3 ossos perseguits pels caçadors ataquen i empastifen amb una barreja d'oli i sutge les noies joves i les dones (i avui dia, a tothom que s'hi posi pel davant), assegurant així la seva fertilitat i proporcionant-los felicitat. Els ossos simulen el segrest de dones i nenes. Això dona lloc a alegres persecucions pels carrers, amb els caçaires encalçant-los.
El ritual acaba sempre de la mateixa manera en les tres festes: els caçadors van a buscar l'os, el porten de tornada i l'afaiten. Li treuen la pell i, en fer-ho, el converteixen en un ésser humà (mite pirenaic de l'origen de l'home). Amb la captura de l'os i l'afaitat del seu pelatge, a més de retornar-li la seva humanitat, es demostra el triomf i dominació de l'home sobre l'animal i sobre la natura. Per extensió, també representa la victòria de l'ésser humà sobre la seva part animal, de l'ordre social sobre el caos de les pulsions naturals. Però sobretot la festa representa el respecte i l'admiració per l'os.

## Les festes de l'os en la literatura
- Joan-Lluís Lluís: El dia de l'ós, ed. La Magrana, 2004.

- Jordi Soler: La fiesta del oso, 2012.